# Synsepalum letouzeyi
Espèce
Synsepalum latouzeyi est une espèce de plantes à fleursde la famille des Sapotacées.

## Répartition
Synsepalum latouzeyi est présente au Cameroun, au Burundi et au Rwanda.

## Classification
Synsepalum latouzeyi appartient à la classe des Magnoliopsida, à la famille des Sapotaceae et au genre des Synsepalum.

## Biodiversité.
Synsepalum latouzeyi, comme d'autres plantes de sa famille[pas clair] sert de nourriture au larves du papillon Euptera elabontas (en).